# Salus populi romani
Salus populi romani (in italiano «salvezza del popolo romano», nell'accezione di «protettrice») è il titolo dato nel XIX secolo all'icona bizantina raffigurante la Madonna col Bambino che si trova nella cappella Paolina o Borghese della basilica di Santa Maria Maggiore a Roma.
Tale espressione risale al sistema legale ed ai rituali pagani dell'antica repubblica romana, dove Livio ci tramanda che l'augure avrebbe chiesto agli dei il permesso per i pretori di pregare per essa; durante l'impero romano vi erano templi dedicati alla "Salus Publica populi romani", cioè la Salute del popolo romano, una dea raffigurata come una giovane donna in trono con un serpente; solo sotto l'impero di Teodosio I, che abolì i culti pagani,  tale titolo divenne un attributo della Madre di Dio.

## Storia
È stata ritenuta a lungo un'icona del primo millennio cristiano, dipinta secondo la tradizione da San Luca. L'immagine attuale, che mostra varie ridipinture successive risalenti al medioevo che ne rendono difficile una precisa collocazione temporale, "è stata datata con sicurezza a quasi ogni possibile periodo compreso tra il V secolo e il XIII". Il recente restauro che ha rimosso le varie ridipinture che si erano accumulate nei secoli, riavvicinando l'icona alla sua apparenza originale, ha effettuato 2 datazioni al carbonio-14 su dei campioni del supporto in legno, scoprendo che l'icona risale all'XI secolo.
Per secoli l'icona venne posta sopra la porta del battistero della basilica e nel 1240, come si evince da un documento, le venne attribuito il titolo di Regina Coeli. In seguito fu spostata nella navata e dal XII secolo fu conservata in un tabernacolo di marmo. Dal 1613 è stata sistemata sopra l'altare della Cappella Paolina (costruita appositamente per essa).
Il Pontificale Romano offre un dato ulteriore riguardo alle sue origini: "La basilica liberiana, oggi chiamata Santa Maria Maggiore, fu fondata da papa Liberio (352-366) e fu restaurata ed ampliata da papa Sisto III. Papa Liberio selezionò un'immagine venerata che era appesa nell'oratorio pontificio. Fu verosimilmente portata a Roma da Sant'Elena, madre di Costantino, nel IV secolo".

## Descrizione
Di grandi dimensioni per un'icona (117 x 79 cm), è un dipinto su base di legno di cedro di stile bizantino. L'opera rappresenta la Vergine, che indossa un manto azzurro scuro filettato d'oro sopra ad una veste violacea, con il Bambino Gesù in braccio: Gesù regge un libro nella mano sinistra, probabilmente un evangeliario, e con la destra fa un gesto di benedizione. La figura di Gesù inoltre, ha gli occhi rivolti verso la madre che invece si rivolge, con lo sguardo, direttamente all'osservatore.
Anche se nessuno dei due indossa corone, la presenza nella mano destra di Maria di una mappula (una sorta di fazzoletto ricamato cerimoniale) in origine un simbolo consolare, dopo imperiale, significa che quest'immagine è probabilmente una del tipo che mostra Maria come Regina coeli.
Le lettere in greco in alto sullo sfondo dorato identificano Maria come Madre di Dio, come è solito in arte bizantina (anche Cristo può aver avuto originariamente una scritta identificatoria accanto, dopo riverniciata).

## Devozione

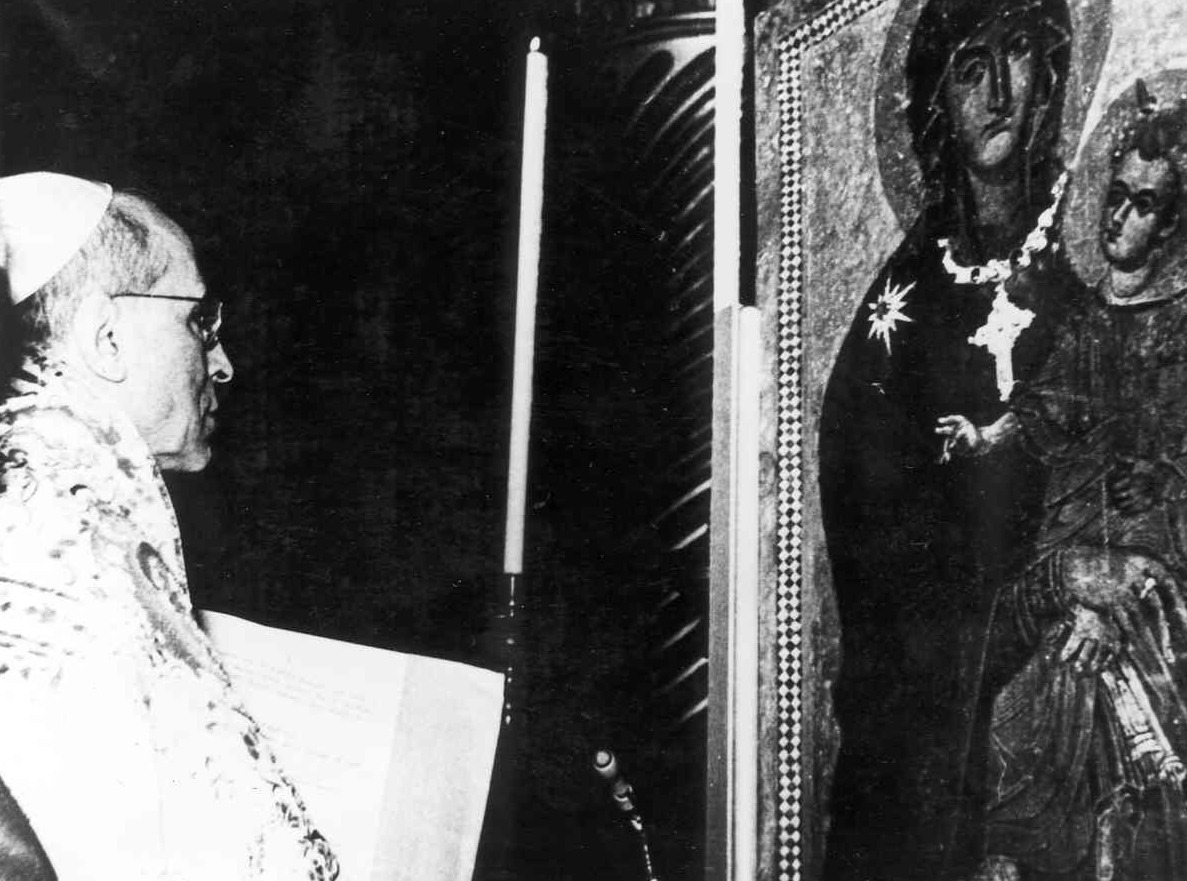
Incoronazione dell'icona da parte di Pio XII l'11 ottobre del 1954

Storicamente è la più importante icona mariana di Roma, nonostante la sua devozione abbia subito cali nel corso dei secoli, a favore di altre sacre immagini come la Madonna del Perpetuo Soccorso; nonostante ciò almeno dal XV secolo è stata venerata come immagine miracolosa ed in seguito è stata adottata in particolare dai Gesuiti per diffondere la devozione alla Madre di Dio attraverso il movimento del Sodalizio di Nostra Signora.
Fu papa Pio XII a promuoverne la venerazione. L’immagine è stata infatti protagonista di molte celebrazioni, in particolare in occasione della proclamazione del dogma dell'Assunzione di Maria nel 1950. Nel 1953, alla vigilia primo anno mariano nella storia della Chiesa (si celebrava il centenario del dogma dell’Immacolata Concezione), venne portata solennemente in processione per le vie di Roma. Nel 1954 l'icona fu incoronata dallo stesso pontefice come "Regina del Mondo" presso la basilica di San Pietro. Attualmente i gioielli, la collana e le preziose corone apposte in tale occasione alle figure sono stati rimossi.
Ciononostante l'icona è sempre stata oggetto di una particolare devozione da parte dei pontefici: nel 593 papa Gregorio I portò in processione l'icona mariana per far cessare la peste che in quel tempo imperversava su Roma. Nel 1571 papa Pio V pregò l'icona per implorare la vittoria nella battaglia di Lepanto. Nel 1837 papa Gregorio XVI l'ha pregata per chiedere la fine di una epidemia di colera. Altri esempi più recenti di devozione papale sono quelli di Paolo VI, Giovanni Paolo II, che l'ha indicata come protettrice delle GMG, Benedetto XVI, che ha venerato la Salus populi romani in diverse occasioni, nonché di papa Francesco che ha effettuato la prima visita da pontefice in tale basilica per pregare innanzi a tale icona. 
(Testamento del Santo Padre Francesco, 21.04.2025)
Come ricordato anche nel suo testamento, papa Francesco era solito andare a Santa Maria Maggiore prima e dopo ogni viaggio apostolico per affidare alla Salus populi romani i popoli da lui visitati. Il 15 marzo 2020, in piena pandemia di COVID-19, papa Francesco ha pregato davanti a quest'icona per implorare la fine della pandemia che ha duramente colpito l'Italia e il mondo. Pochi giorni dopo, il 27 marzo, ha fatto condurre l'icona in piazza San Pietro per implorare nuovamente la fine della pandemia.